# Thanh niên Tiền phong
Thanh niên Tiền phong là một tổ chức chính trị - xã hội hoạt động chủ yếu tại Nam Kỳ trong năm 1945. Được thành lập nhằm mục đích tập hợp thanh niên để đảm đang nhiệm vụ cần đến sức mạnh trong giai đoạn giải phóng nước nhà. Siết chặt hàng ngũ đặng chiến đấu thật sự - chiến đấu để giải phóng cả một dân tộc bị nô lệ từ tám chục năm qua, chiến đấu để tạo ra một xã hội mới, kiến thiết một quốc gia độc lập.
Đây là tổ chức có đoàn thể mạnh nhất và là lực lượng chính của một số tỉnh thành ở miền Nam Việt Nam tham dự sự kiện Cách mạng Tháng Tám.

## Tổ chức
Việc tổ chức của Thanh Niên Tiền Phong chia ra: một thủ lãnh, nhiều tráng trưởng và nhiều thiếu trưởng phụ lực
- Tráng trưởng trông coi tráng sinh từ 18 tuổi trở lên, dầu bốn mươi cũng được gia nhập.
- Thiếu trưởng trông coi thiếu sinh từ 13 tới 18 tuổi.

Tráng trưởng và thiếu trưởng do sinh viên đảm nhận. Họ chịu sự chỉ huy trực tiếp của ba người: Phạm Ngọc Thạch, Nguyễn Văn Thủ và Kiều Công Cung
Khi gia nhập phải ghi tên họ, chức nghiệp, chỗ ở và cam kết 5 điều
1. Thanh Niên Tiền Phong sẵn sàng hiến thân cho Tổ Quốc.
2. Thanh Niên Tiền Phong là người danh dự.
3. Thanh Niên Tiền Phong trọng kỉ luật.
4. Thanh Niên Tiền Phong hào hiệp hay giúp người.
5. Thanh Niên Tiền Phong trong sạch từ tư tưởng, lời nói đến việc làm.

Lời thề có 2 câu:
"Thanh Niên Tiền Phong luôn luôn hết lòng hy sinh cho Tổ Quốc.
Thanh Niên Tiền Phong luôn luôn hành động theo luật danh dự của Thanh Niên Tiền Phong".
- Đoàn kỳ: lá cờ nền vàng với sao đỏ ở giữa (màu sắc đảo ngược từ cờ Việt Minh)
- Đoàn ca: Lên đàng[7]
- Sinh hoạt ca: Tiếng gọi Thanh niên[7]

## Lịch sử

Đoàn kỳ.

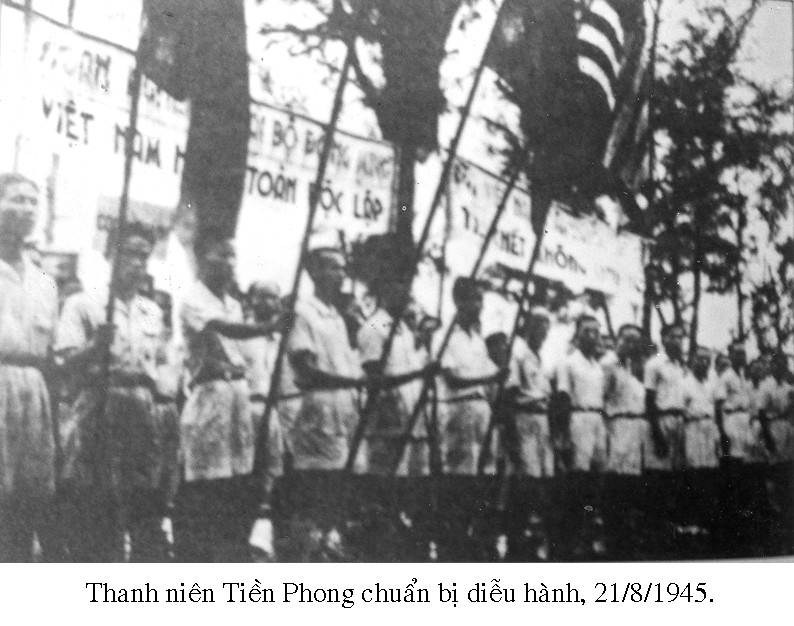
Một buổi tuần hành biểu dương lực lượng.

Khởi đầu tổ chức là tập hợp của các hội sinh viên Nam Kỳ cuối thập niên 1930, về sau phát triển trong bộ phận sinh viên của Tổng hội Sinh viên Đông Dương. Đây chính là nơi tập hợp các hạt nhân thanh niên trí thức yêu nước, có tinh thần dân tộc, tổ chức các hoạt động xã hội, giáo dục truyền thống yêu nước, bí mật hoạt động chính trị và chống Pháp.
Sau khi Pháp thất trận ở chính quốc và quân đội Nhật xâm nhập Đông Dương, nhằm tranh thủ sự ủng hộ của dân bản xứ, tháng 12 năm 1941, Toàn quyền Đông Dương Jean Decoux đã cử Trung tá Maurice Ducoroy tổ chức các phong trào xã hội và nới lỏng một số quyền tự do cho dân bản xứ. Tuy nhiên, các phong trào này đều được các cán bộ Việt Minh nhanh chóng thâm nhập và sớm định hướng mục tiêu gây ảnh hưởng trong quần chúng và giáo dục truyền thống yêu nước, tuy tránh đả động đến chính quyền.
Bên cạnh đó, các giáo phái được Nhật hỗ trợ cũng phát triển phong trào chính trị của họ mạnh mẽ. Cao Đài đông hàng triệu người, tỉnh nào cũng có, họ tập trung ở Sài Gòn đến mấy vạn làm công nhân và làm binh lính. Lực lượng Cao Đài có Đảng Phục Quốc của Trần Quang Vinh. Hòa Hảo đông hàng chục vạn người, nhiều nhất là ở Hậu Giang, tập trung tại Sài Gòn đến vài ngàn. Hòa Hảo có chính đảng là Dân Xã Đảng. Giáo phái Tịnh độ cư sĩ có hàng vạn quần chúng, họ không tập trung lên Sài Gòn, nhưng làm cơ sở quần chúng cho Quốc gia Đảng. Phe Trotskyist không có đông quần chúng nhưng một cánh Trotskyist là cánh Hồ Vĩnh Ký, Huỳnh Văn Phương cầm đầu Sở Mật thám và Sở Cảnh sát Nam Kỳ tạo thế cho các cánh khác hoạt động. Nhiều tổ chức khác có năm, bảy trăm, vài ba ngàn người hợp tác với Sở Sen đầm Kempeitai của Nhật.
Sau khi Nhật đảo chính Pháp ngày 9 tháng 3 năm 1945, để tranh thủ lực lượng quần chúng đông đảo ở Nam Kỳ, Thống đốc Nam Kỳ Minoda Fujio và Tổng lãnh sự Nhật Ida mời bác sĩ Phạm Ngọc Thạch và kỹ sư Ngô Tấn Nhơn tổ chức thanh niên ở Nam Kỳ. Phong trào Thanh niên Tiền phong được thành lập vào ngày 21 tháng 4 năm 1945. Bác sĩ Phạm Ngọc Thạch (trước đó đã được Bí thư Xứ ủy Nam Kỳ Trần Văn Giàu bí mật kết nạp vào Đảng Cộng sản Việt Nam), được cử làm Chủ tịch Hội đồng quản trị Phong trào. Xứ ủy Nam Kỳ do ông Trần Văn Giàu đứng đầu theo đề nghị của Trần Văn Giàu và Hà Huy Giáp đồng ý cho Phạm Ngọc Thạch đứng ra công khai tổ chức phong trào Thanh niên. Khi đó ở Nam Bộ có hai Xứ ủy, một do ông Trần Văn Giàu làm Bí thư. Một do bà Nguyễn Thị Thập làm Bí thư Xứ ủy, tổ chức Thanh niên Giải phóng và lấy cờ đỏ sao vàng của Việt Minh làm cờ tổ chức. Mục tiêu của Xứ ủy Nam Kỳ là "...Phải tìm một số hình thức tổ chức và hoạt động công khai – không nhất thiết phải là hợp pháp – hợp với ý đồ của ta, mang tính chất động viên chính trị cao, trước hết là cho thanh niên, động viên được hàng vạn, hàng chục vạn, hàng triệu người dân, đưa họ xuống đường theo khẩu hiệu cách mạng giải phóng dân tộc... Nói cho rõ hơn, nếu hồi 1942, 1943 mà Nhật lật đổ Pháp, tuyên bố Việt Nam độc lập, lúc ấy uy thế Nhật lên cao, Nhật đang thắng, chiến tranh đang mở rộng, nếu lúc bấy giờ mà Nhật mời bác sĩ Phạm Ngọc Thạch đứng ra tập hợp thanh niên, làm thủ lĩnh thanh niên, thì Xứ ủy chắc không tán thành đâu. Còn như vào giữa năm 1945, Ý, Đức đầu hàng, Nhật Bản trơ trọi, chết tới nơi, ta rất có thể và cần phải đứng ra lợi dụng công khai để huy động hàng chục vạn, hàng trăm vạn nhân dân làm lực lượng chính trị giành chính quyền khi thời cơ chín muồi, khi quân phiệt Nhật sụp đổ. Ở Nam Kỳ mà không làm như vậy thì cô độc, không tranh nổi với các đảng quốc gia, và giáo phái, tức là không có cách mạng thắng lợi...".
Ngày 21/4/1945 Thanh niên Tiền phong được thành lập, nhưng đến ngày 1/6/1945 mới chính thức ra mắt nhân dân Nam Kỳ và Sài Gòn. Ngày 1/7/1945 Thanh niên Tiền phong tổ chức Đại hội đầu tiên tại Sài Gòn và ngày 5/7/1945 làm lễ tuyên thệ đầu tiên tại vườn Ông Thượng (nay là Công viên Văn hóa Thành phố Hồ Chí Minh).
Ban đầu phong trào Thanh niên Tiền phong được thành lập dựa trên nòng cốt tổ chức Hướng đạo Việt Nam và Tổng hội Sinh viên Đông Dương. Khi đó chính phủ của Trần Trọng Kim không có Bộ Quốc phòng, nhưng Phan Anh khi đó Bộ trưởng thanh niên tổ chức các lực lượng thanh niên dưới sự bảo trợ của Nhật (Một nhóm "Đại Việt trẻ" (Thanh niên tiền tuyến) của Tạ Quang Bửu thành lập ở ở miền nam và trung, sau lực lượng của Phan Anh và Tạ Quang Bửu hợp nhất với lực lượng của Võ Nguyên Giáp ở Bắc kỳ).
Lá cờ của Thanh niên Tiền phong có nền vàng, chính giữa có ngôi sao đỏ mang ý nghĩa cách mạng dân tộc vì màu vàng là màu của dân tộc còn màu đỏ là màu cách mạng. Lá cờ này là một trong số các lá cờ huy động các thanh niên ái quốc Việt Nam đấu tranh với Pháp. Việc hai Xứ ủy và nhóm lãnh đạo Thanh niên Tiền phong lấy cờ vàng sao đỏ làm lá cờ của tổ chức gây nhiều tranh cãi sau này.
Thanh niên Tiền phong tuyên bố "Ngày nay đối với phong trào giải phóng đang bồng bột khắp thế giới, dửng dưng lặng lẽ là chết, an phận là chết. Phải tiêu diệt tinh thần ươn hèn ấy, để tạo nên một tinh thần mới, chính đáng hơn, vững bền hơn. Tinh thần mới tức là tinh thần thiết thực, khoa học, luôn luôn tìm hiểu để vượt lên cao... Cuộc phục hưng của dân Việt Nam sau này thành hay bại là do nơi thanh niên. Muốn làm tròn cái sứ mạng ấy, Thanh niên Tiền phong trước hết bẻ gãy cái ranh giới giai cấp đã chia rẽ lực lượng thanh niên… Thanh niên Tiền phong sẽ được huấn luyện kỹ lưỡng, dự bị chu đáo cho công cuộc vĩ đại của lịch sử, xứng đáng cho đời họ."
Lời hiệu triệu của Thanh Niên Tiền Phong
''Các bạn sống rời rạc, đeo đẳng một nỗi khổ tâm, chờ một tổ chức. Thì đây "Thanh Niên Tiền Phong" đã thành lập. Hiện nay các bạn làm gì, hoạt động trong một phạm vi nào, đeo đuổi theo một chí hướng nào, Thanh Niên Tiền Phong cũng không cần biết. Thanh Niên Tiền Phong cũng không cần biết bạn ở trong giai cấp nào, tôn giáo nào. Thanh Niên Tiền Phong chỉ biết các bạn là một thanh niên Việt Nam và chỉ mong ở các bạn:
- Một thanh niên với tất cả tấm lòng cương quyết.
- Một thanh niên dám giương mắt nhìn vào thực trạng của xã hội.
- Một thanh niên không sợ thấy, không sợ hiểu và không sợ hi sinh.

Vì có thế, các bạn mới là một thanh niên sáng suốt cho thời đại.
Hỡi các bạn thanh niên!
Các bạn hãy vượt qua ranh giới giai cấp, gia nhập vào một đoàn thể rộng rãi, quang đãng...
Các bạn còn quyết luyến làm chi với những khuôn khổ tai hại bế tắc sự giao thông giữa các giới thanh niên. Những ranh giới được săc sóc, nâng niu trong vòng mấy mươi năm, nay chỉ có một mục đích: chia rẽ thanh niên ra nhiều ngành, nhiều giới... tiêu diệt tinh thần đoàn thể.
Các bạn chỉ có một đẳng cấp: ĐẲNG CẤP CỦA THANH NIÊN.
Các bạn chỉ có một nhiệm vụ: NHIỆM VỤ CỦA THANH NIÊN.
Các bạn chỉ có một mục đích: GIẢI PHÓNG DÂN TỘC.
Điều cần nhứt là các bạn chớ quá bi quan. Khi dòng máu đang bồng bột trong huyết quản, khi nguồn sống đang trào mạnh, chúng ta phải tự tin. Nhu nhược hờ hững là phản lại thiên nhiên. Sao ta mãi ỷ lại vu vơ, nằm yên trong trong bỏ trưởng giả?
Hãy vứt bỏ tinh thần cũ, một thứ tinh thần giả hiệu. Hãy rèn đúc lấy một tinh thần mới, hoàn toàn mới. Không khuất phục trước một tư tưởng cổ truyền nào, luôn luôn tìm hiểu để vượt lên cao. Tin tưởng ở những phương pháp khoa học, dựa vào những điều kiện chắc chắn. Hãy phá tan cái tính thụ động của người mình. Tóm lại, chúng ta phải luyện lấy một tinh thần cải tổ mãnh liệt. Thanh Niên Tiền Phong sẽ giúp các bạn đoạt mục đích đầu tiên ấy. Và sau một thời kỳ huấn luyện chặt chẽ, các bạn sẽ được thực hành nhiệm vụ. Thanh Niên Tiền Phong sẽ đưa các bạn vào tiếp xúc với xã hội. Xã hội đang chờ chúng ta với biết bao nhu cầu tha thiết, chưa được nêu ra ánh sáng, quyền lợi, địa vị, công bằng. Các bạn hãy nghĩ đến đáp người mênh mông đang chờ các bạn. Và họ lại sẵn sàng làm hậu thuẫn chống đỡ các bạn, họ là một lực lượng tranh đấu vô tận. Tóm lại, các bạn sẽ có tất cả những điều kiện để đi đến thành công.
Hỡi các bạn thanh niên!
Thanh Niên Tiền Phong chờ các bạn: mạnh mẽ, các bạn hãy mãnh mẽ hơn lên, tin tưởng, các bạn hãy tin tưởng hơn lên. Hoạt động, các bạn hãy hoạt động hơn lên. Thế là các bạn đã đảm bảo cho tiền đồ Tổ Quốc." 
Theo hồi ký của Nguyễn Kỳ Nam thì lời hiệu triệu này được phổ biến sâu rộng, nên dân chúng rất là kích thích. Đi ngoài đường, ngồi trong tiệm nước, hễ gặp nhau là nói chuyện gia nhập Thanh Niên Tiền Phong. Sau lời hiệu triệu này phát ra 24 giờ thì anh em thanh niên khắp nơi hãy đến trụ sở chính để đăng ký ghi tên.
Đoàn viên Thanh niên Tiền phong đội nón bàng, mặc quần soọc màu xanh hay đen, sơ mi tay ngắn, giày sandal quai tréo, đeo dây thừng ở thắt lưng, bên cạnh một con dao găm bọc da, về sau thêm một cây gậy tầm vông. Đoàn viên gặp nhau hay họp mặt thì chào nhau bằng cách đưa tay trái sè ra, ngang vai, hô: “Thanh niên, tiến!”... Khi gia nhập Thanh niên Tiền phong, đoàn viên phải thề “phục vụ Tổ quốc, đấu tranh cho độc lập dân tộc”, “giữ danh dự cho cá nhân và đoàn thể, thân ái với đồng đội, can đảm trong mọi trường hợp, chống mọi sự bất công của kẻ cậy quyền thế, sẵn sàng giúp đỡ người bị hoạn nạn, chấp nhận sự phê bình thân ái của đồng đội, phục tùng đoàn thể”.
Phong trào Thanh niên tiền phong đã nhanh chóng tổ chức các hoạt động cứu trợ nạn nhân do các cuộc oanh tạc của Đồng Minh và giúp đỡ tải gạo cho đồng bào miền Bắc đang bị nạn đói lúc đó. Do tôn chỉ xã hội rộng rãi, không phân biệt chính trị tôn giáo nên Thanh niên Tiền phong nhanh chóng trở thành phong trào mạnh nhất ở Nam Kỳ và lan rộng đến Trung Kỳ. Chính phủ Trần Trọng Kim đã có Phan Anh giữ bộ Thanh Niên đưa lên cho nhà vua biết qua lực lượng của thanh niên ở Nam Kỳ, nên ngày 3 tháng 7, vua Bảo Đại tiếp 38 sinh viên đại diện cho trường Huấn Luyện Thanh Niên Tiền Phong. Cuộc tiếp rước đơn giản mà trọng thể tại lầu Kiến Trung, nhà vua không tiếc lời ban khen nồng nhiệt và nhắc nhở trách vụ của thanh niên trong giai đoạn giành độc lập, và kiến thiết quốc gia. Do đề nghị của chánh phủ Trần Trọng Kim, vua Bảo Đại chuẩn cho Phạm Ngọc Thạch sung chức xứ trưởng thanh niên và đại diện bộ trưởng thanh niên Phan Anh ở Nam Kỳ.
Sau 2 tháng vận động, ngày 1 tháng 6 năm 1945, tổ chức Thanh niên Tiền phong chính thức ra mắt. Các thủ lĩnh phong trào gồm có bác sĩ Phạm Ngọc Thạch, kiến trúc sư Huỳnh Tấn Phát, nha sĩ Nguyễn Văn Thủ, luật sư Thái Văn Lung, bác sĩ Hồ Văn Nhựt, Trần Văn Khéo... và các sinh viên Huỳnh Văn Tiểng, Mai Văn Bộ, Lưu Hữu Phước, Trần Bửu Kiếm... Ban quản trị Thanh niên Tiền phong gồm: Lê Văn Huấn, Kha Vạng Cân, Phạm Ngọc Thạch, Nguyễn Văn Thủ, Thái Văn Lung, Tạ Bá Tòng, Huỳnh Tấn Phát, Huỳnh Văn Tiểng, Kiều Công Cung, Hồ Văn Nhựt... Chỉ riêng tại Sài Gòn, phong trào đã có hơn 20 vạn người tham gia và phát triển hơn 1 triệu đoàn viên trong toàn cõi Nam Kỳ.
Trong thời gian Cách mạng Tháng Tám, nhiều nơi lực lượng Thanh niên Tiền phong cùng với các lực lượng quần chúng khác sử dụng cờ Việt Minh, hay cờ đảng cộng sản. Sau Cách mạng tháng Tám một thời gian, lực lượng này bị phân hóa. Thanh niên tiền phong theo lệnh chính phủ lâm thời đổi tên là Thanh niên Cứu quốc. Một số nhỏ lãnh đạo của Thanh niên Tiền phong gia nhập các tổ chức chính trị khác.
Ngày 22 tháng 8 năm 1945, ban lãnh đạo Thanh niên Tiền phong tuyên bố gia nhập Việt Minh. Trước đó tổ chức này tham gia Mặt trận Quốc gia Thống nhất.

## Thành viên chủ chốt
Nhiều thành viên của Thanh niên Tiền phong cũng đồng thời là thành viên của Xứ ủy Nam Kỳ và Đảng Cộng sản Đông Dương. Các thành viên chủ chốt bao gồm.
- Phạm Ngọc Thạch
- Huỳnh Tấn Phát
- Thái Văn Lung
- Hồ Văn Nhựt
- Huỳnh Văn Tiểng
- Mai Văn Bộ
- Nguyễn Văn Thủ
- Trần Bửu Kiếm
- Trần Văn Khéo
- Kha Vạng Cân
- Tạ Bá Tòng
- Lê Văn Huấn